# Brian Kamstra
Brian Kamstra (Assen, 5 juli 1993) is een voormalig Nederlands wielrenner die anno 2021 reed voor Team Novo Nordisk. Eind 2021 werd hij gediagnosticeerd met een spierziekte en kondigde aan te stoppen na 2021. Net als de rest van die ploeg heeft hij diabetes mellitus. Kamstra is woonachtig in Rijeka.

## Carrière
Als junior werd Kamstra tweemaal Nederlands kampioen veldlopen en nam hij in 2011 deel aan het Europees kampioenschap in het Sloveense Velenje.
Toen Kamstra negentien jaar was werd hij gediagnosticeerd met suikerziekte, vervolgens stapte hij over naar het wielrennen. Kamstra nam deel aan een door wielerprof Martijn Verschoor georganiseerde toertocht, waarna Verschoor hem uitnodigde samen te trainen. In 2016 tekende Kamstra een profcontract bij Team Novo Nordisk, nadat hij al sinds augustus 2015 als stagiair actief was voor die ploeg. Naast Mehdi Benhamouda was hij de andere nieuwkomer in de ploeg van Vasili Davidenko.
Als stagiair had hij al deelgenomen aan onder andere de USA Pro Challenge en de Ronde van het Taihu-meer. Zijn officiële debuut als prof maakte hij op 31 januari 2016, toen hij op plek 77 eindigde in de Cadel Evans Great Ocean Road Race. Een week later werd hij vijftiende in de derde etappe van de Herald Sun Tour. Dichter bij een overwinning zou hij in zijn eerste jaar als prof niet komen.
Tijdens de Ronde van Taiwan behaalde hij een 10de plek in de eerste etappe. Dit is tot op heden zijn beste resultaat.

## Resultaten in voornaamste wedstrijden
|      | \| Jaar \| Milaan-San Remo \| Parijs-Tours \| \| ---- \| --------------- \| ------------ \| \| 2016 \| \| \| \| 2017 \| 195e \| \| \| 2018 \| 158e \| \| \| 2019 \| \| \| \| 2020 \| \| 81e \| \| 2021 \| opgave \| \| |              |
| Jaar | Milaan-San Remo | Parijs-Tours |
| 2016 | |              |
| 2017 | 195e |              |
| 2018 | 158e |              |
| 2019 | |              |
| 2020 | | 81e          |
| 2021 | opgave |              |

## Ploegen
- 2015 -  Team Novo Nordisk (stagiair vanaf 1-8)
- 2016 -  Team Novo Nordisk
- 2017 -  Team Novo Nordisk
- 2018 -  Team Novo Nordisk
- 2019 -  Team Novo Nordisk
- 2020 -  Team Novo Nordisk
- 2021 -  Team Novo Nordisk
- 2022 -  Team Novo Nordisk (contract ingeleverd)

## Persoonlijke records
Outdoor
| Onderdeel | Prestatie | Datum        | Plaats    |
| --------- | --------- | ------------ | --------- |
| 800 m     | 1.54,93   | 27 mei 2012  | Hengelo   |
| 1000 m    | 2.30,14   | 11 mei 2013  | Lisse     |
| 1500 m    | 3.52,20   | 2 juni 2012  | Oordegem  |
| 3000 m    | 8.41.08   | 26 mei 2013  | Lisse     |
| 5000 m    | 15.04,98  | 7 april 2012 | Steenwijk |

Ambrose · Cherhal · Clancy · Cremers · De Mesmaeker · Dilley · Glasspool · Henttala · de Keijzer · Lefrançois · Lozano · Mejías · Peron · Planet · Raeymaekers · Strobel · Verschoor · Williams · Kamstra (stagiair)
Ambrose · Benhamouda · Cherhal · Clancy · Cremers · De Mesmaeker · Dilley · Glasspool · Henttala · Kamstra · de Keijzer · Lefrançois · Lozano · Mejías · Peron · Planet · Verschoor · Williams · van IJzendoorn (stagiair) · Valognes (stagiair)
Benhamouda · Calabria · Cherhal · Clancy · Gioux · Henttala · van IJzendoorn · Kamstra · de Keijzer · Lozano · McClure · Mejías · Peron · Planet · Poli · Valognes · Verschoor · Williams · Brand (stagiair)
Benhamouda · Brand · Calabria · Clancy · Gioux · Henttala · van IJzendoorn · Kamstra · Lozano · McClure · Mini · Peron · Planet · Poli · Valognes · Williams